# Kurt Eberle

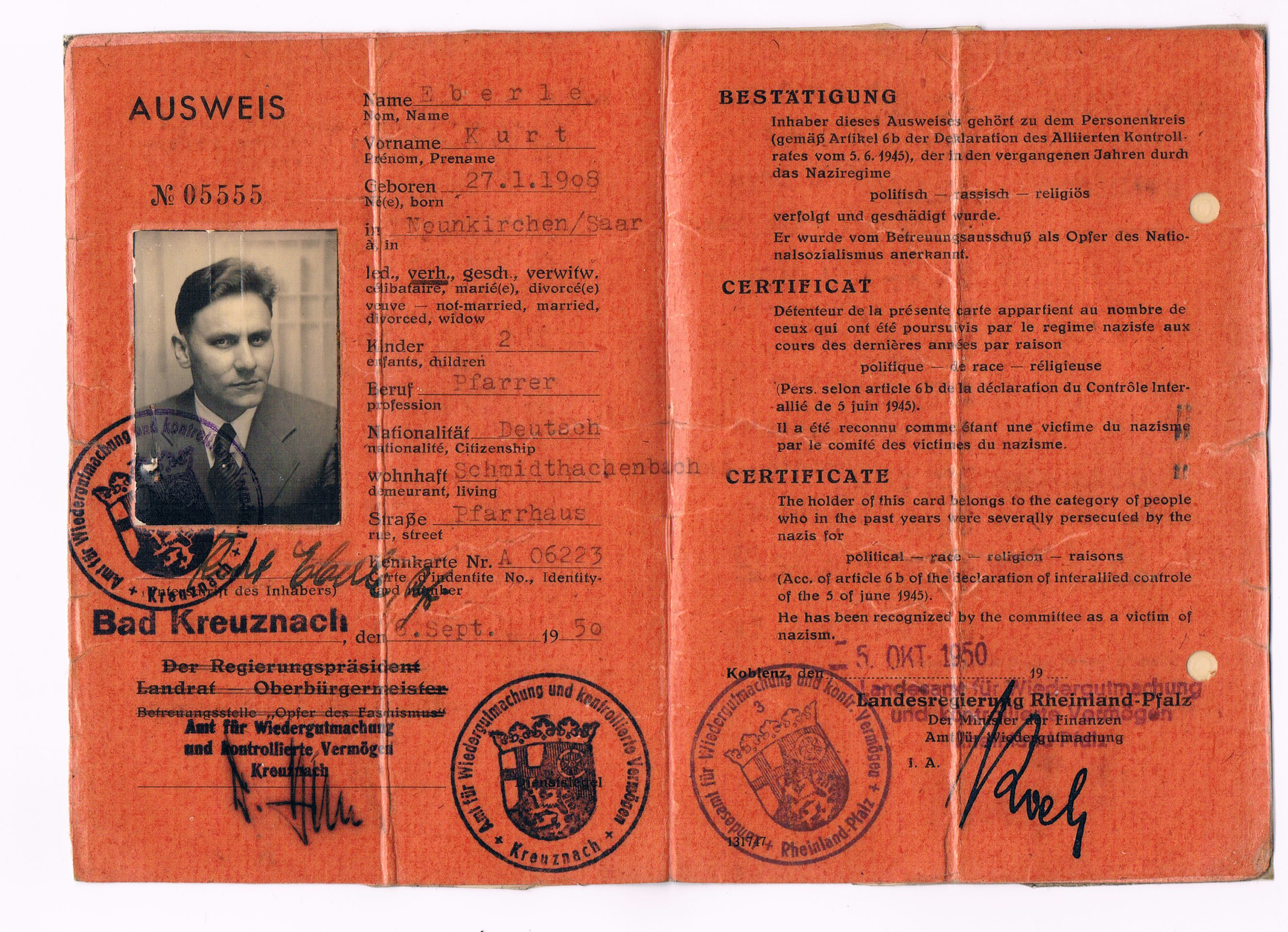
Kurt Eberle: Ausweis „Opfer des Faschismus“

Georg Albert Kurt Konrad Eberle (* 27. Januar 1908 in Neunkirchen/Saar; † 29. Oktober 1992 in Saarbrücken) war ein deutscher evangelischer Geistlicher. Er war Pfarrer der Bekennenden Kirche und wurde Opfer des Nationalsozialismus.

## Leben
Eberle wurde als Sohn des Schneidermeisters Konrad Eberle und seiner Frau Lina (geborene Nees) geboren. Er studierte von 1930 bis 1936 evangelische Theologie in Bonn, Königsberg, Münster und Heidelberg. 1936 machte er sein Erstes Theologisches Examen bei der Bekennenden Kirche in Barmen (Wuppertal), sein Zweites Theologisches Examen legte er ebenso bei der Bekennenden Kirche 1939 in Mönchengladbach ab. Zu seinen Lehrenden gehörten unter anderen Heinrich Schlier, Joachim Beckmann und Hans Asmussen. Am 7. Mai 1939 erfolgte seine Ordination in Hundsbach bei Kirn.
Wegen seiner Mitgliedschaft in der Bekennenden Kirche gab es 1938 bis 1939 mehrere Vorladungen, Verhöre und Hausdurchsuchungen durch die Gestapo. Kurt Eberle wurde auf Grund einer in Hundsbach bei Bad Kreuznach gehaltenen Predigt denunziert, in der er den „Schicksalskampf des deutschen Volkes“ verharmlost, sich zum „Judengott Jakobs“ bekannt und „der in Polen gefallenen Geistlichen“, nicht aber „der anderen in Polen gefallenen Soldaten“ gedacht haben soll, am 6. November 1939 verhaftet und über mehrere Monate inhaftiert: Zuerst im Gestapo-Gefängnis Koblenz, dann im Gerichtsgefängnis Hannover und ab dem 10. Januar 1940 im KZ Sachsenhausen in Oranienburg. Nach seinem „Freikauf“ war er im Zweiten Weltkrieg Soldat, und als solcher in Frankreich, auf dem Balkan und in Russland, wo er in Kriegsgefangenschaft geriet und am 22. August 1945 entlassen wurde. Nach dem Krieg war Kurt Eberle Pfarrer in einigen Hunsrückdörfern, ab 1952 Pfarrer in Saarbrücken-Güdingen bis 1971.